# جیزان
جیزان یا جازان (به عربی: مدینة جیزان)، شهری است در کشور پادشاهی عربستان سعودی واقع در شبه جزیره عربستان. این شهر از شهرهای ساحلی کرانهٔ دریای سرخ است که در منتهاإلیه جنوب عربستان سعودی و در مرز حدودی کشور یمن واقع شده‌است. دارای یک باند فرودگاه داخلی، و یک بندرگاه تجاری می‌باشد. این شهر در مقابل جزر فرسان در دریای سرخ قرار دارد.
«جیزان» به زراعت مشهور است، و باغ‌های نخل خرما، مزارع مرکبات و باغ‌های میوه به وفور در این ناحیه وجود دارد.

## وجه تسمیه و پیشینهٔ تاریخی
گویند پیشینهٔ این منطقه به دروان سلیمان نبی می‌رسد، نام آن در أصل «جیزان» بوده‌است، که به «جازان» تبدیل شده‌است، همچنین در برخی منابع آمده‌است که «جازان» نام أصلی منطقه بوده‌است و بعداً به «جیزان» تبدیل یافته‌است. سبب نام‌گذاری به زمان سلیمان می‌رسد که در اینجا جن را زندانی کرده بوده‌است، و نام مکان را (جَزا الَجَان) را گذاشته بود است، که به مرور گذشت زمان به «جازان» و «جیزان» تبدیل شده‌است. آثارهای گوناگونی در منطقه وجود دارد که تاریخ آن به ۸۰۰۰ سال قبل از میلاد می‌رسد.

## موقع جغرافیایی جیزان
منطقهٔ جیزان در قسمت جنوب غربی عربستان سعودی مابین خط طول (۴۲ ْ - ۴۳ ْ) شرقی، وخط دائری عرض (۱۶ ْ - ۱۷ ْ) شمالی، قرار دارد، از شمال و شرق به منطقهٔ عسیر، و از سمت مغرب به دریای سرخ، و از جنوب وجنوب شرقی به کشور یمن محدود می‌گردد. طول ساحل جیزان در حدود ۳۳۰ کیلومتر است که در نوار ساحلی دریای سرخ واقع شده‌است، وعمق آن در حدود ۱۰۰ کیلومتر به داخل خاک عربستان نفوذ کرده‌است. مساحت کلی منطقهٔ جیزان در حدود ۴۰٫۴۵۷ هزار کیلومتر مربع است.
جیزان شامل مناطق زیر است: «باقم»، «منبه»، «العر»، «قطابر»، «جبل أبی النار» و «جبل شقدم»، «الملاحیط»، «جبل رازح»، «النظیر»، «شدا»، «جلة الموت»، «بلاد قحطان»، «جبال عسیر»، «رجال ألمع».

## جمعیت
جمعیت این شهر بر أساس سرشماری أخیر ۱۰۰ هزار نفر بوده‌است، بیشتر مردمش پیشهٔ کشاورزی دارند. سد بزرگی در نواحی شهر وجود دارد که به نام «سد وادی جیزان» معروف است، ظرفیت این سد در حدود ۶۵ میلیون متر مکعب است که برای آبیاری باغات مرکبات و میوه جات ونخل خرما وصیفی جات و شتوی جات استفاده می‌شود.